# Pratt & Whitney JT12
Il Pratt & Whitney JT12, denominazione militare J60, era un motore aeronautico turbogetto prodotto dall'azienda statunitense Pratt & Whitney negli anni sessanta.

## Storia
La concezione del JT12 risale al luglio 1957 ad opera dello staff che operava nella filiale canadese dell'azienda, ora Pratt & Whitney Canada, che successivamente trasferì il progetto alla casa madre. Si trattava di un piccolo turbogetto pensato sia per un uso civile che militare, che si inseriva nella fascia di spinta delle 3 000 lbf.
Il primo prototipo, ridesignato YJ60-P-1 come da convenzione militare USAF/U.S. Navy, compì gli ultimi collaudi a terra nel maggio 1958 per completarli in prove di volo l'anno successivo, raggiungendo così la maturità necessaria per essere avviato alla produzione.
La versione iniziale, la JT12A-5, era accreditata di 9,14 kN (2 900 lbf), ma nelle prove comparative con il J85 sviluppato dalla concorrente General Electric ed effettuate su un Canadair CL-41 questa risultava essere inferiore al rivale. Venne così approntato un nuovo sviluppo del motore, il JT12A-3, arrivando a raggiungere i 14,69 kN (3300 lbf), utilizzato nel biturbina sperimentale VTOL Lockheed-Georgia XV-4A Hummingbird. La versione finale, la JT12A-21, venne dotata di un postbruciatore raggiungendo così un massimo di 17,91 kN (4 025 lbf) di spinta.
Da questo motore venne derivata anche una versione turboalbero, il JFTD-12, denominazione militare T73.

## Usi non aeronautici
Esiste anche una versione destinata alla propulsione navale, la FT12.

## Versioni
- JT12A-5 (J60-P-3/5/6) T-O da 13,35 kN (3 000 lbf)
  - J60-P-3
  - J60-P-6

## Velivoli utilizzatori

### Civili (JT12)
- Lockheed L-1329 JetStar
- North American Sabreliner

### Militari (J60)
- North American T-2B Buckeye
- North American T-39 Sabreliner
- Sikorsky XH-59/S-69
- Martin B-57 Canberra

### JTFD12/T73 turboshaft
- Sikorsky S-64 (JTFD12)
- Sikorsky CH-54 Tarhe (T73)